# 普雷德拉格·马尔科维奇

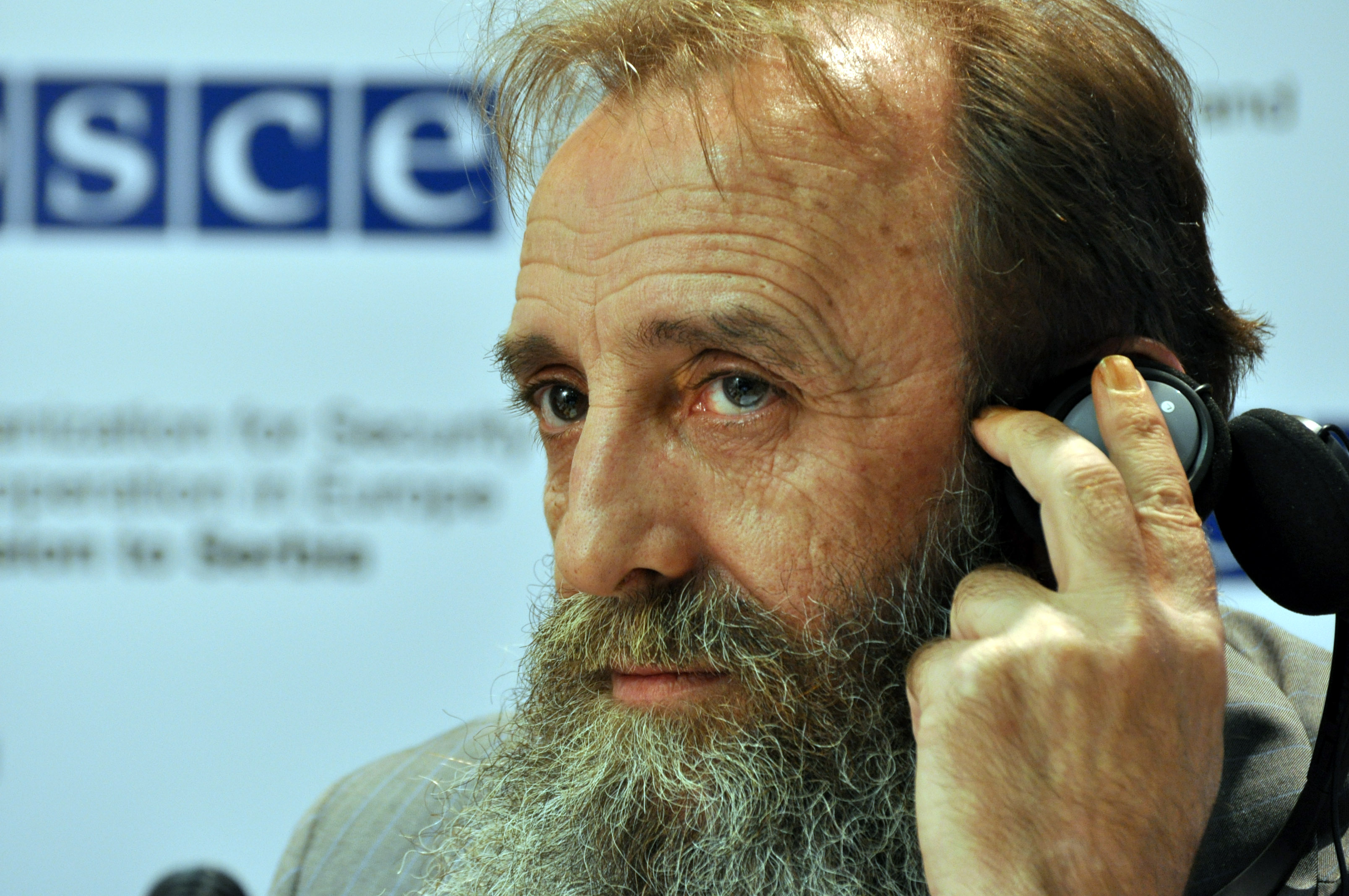

普雷德拉格·马尔科维奇（Предраг Марковић，1955年12月7日—），塞尔维亚政治人物。
2004年3月至2007年2月，担任塞尔维亚国会主席；2004年3月4日至2004年7月11日，代理塞尔维亚总统一职。